# Trachea normalis
Trachea normalis là một loài bướm đêm trong họ Noctuidae.